# 백준기
백준기(白駿基, 白俊基, 1952년 12월 3일 ~ )는 대한민국의 연극배우 겸 연기자이다.

## 약력
- 동국대학교 연극영화학과 학사 출신
- 1976년 TBC 동양방송 17기 공채 탤런트
- 취미: 바둑
- 특기: 축구

## 생애
1972년 연극배우 첫 데뷔하였고 1976년 TBC 동양방송 17기 공채 탤런트로 정식 데뷔하였다.
2005년 8월 그의 아들은 이라크 자이툰 부대 3진으로 파병을 다녀오기도 했다. 2008년 12월에는 홍서범·조갑경, 조관우, 이광기, 이연경, 이진우·이응경, 최나래 등과 함께 결식아동돕기에 참여하기도 했다.

## 연기 활동

### 텔레비전 드라마
- 1981년 KBS1 《등신불》
- 1982년 KBS1 《풍운》
- 1982년 KBS2 《천생연분》
- 1983년 KBS1 《개국》
- 1984년 KBS1 《청소년문학관 - 사랑의 환절기》
- 1984년 KBS1 《휴전 6.25》
- 1985년 KBS1 《새벽》
- 1985년 KBS1 《황토》
- 1986년 KBS1 《노다지》
- 1987년 KBS2 《큰형수》
- 1987년 KBS1 《영원의 미소》
- 1987년 KBS1 《토지》
- 1988년 KBS2 《제7병동》
- 1988년 KBS1 《마음》
- 1988년 KBS1 《13세의 봄》
- 1989년 KBS2 《천명》
- 1989년 KBS1 《지리산》
- 1989년 KBS1 《울밑에 선 봉선화》
- 1990년 KBS1 《왕조의 세월》
- 1990년 KBS1 《여명의 그날》 ... 박정희 역
- 1990년 KBS2 《우리가 사랑하는 죄인》
- 1991년 KBS2 《우리는 중산층》
- 1991년 SBS 《고래의 꿈》
- 1992년 KBS2 《비가비》
- 1993년 KBS2 《드라마게임 - 풍차인생》 ... 이 과장 역
- 1993년 SBS 《댁의 남편은 어떠십니까》
- 1993년 KBS2 《사랑은 못말려》 ... 이 대리 역
- 1994년 KBS2 《한명회》 ... 신숙주 역
- 1995년 KBS1 《김구》 ... 김원봉 역
- 1995년 MBC 《제4공화국》 ... 장세동 역
- 1995년 SBS 《야망의 불꽃》 ... 유훈수 역
- 1995년 KBS1 《신세대 보고 - 어른들은 몰라요》
- 1996년 KBS2 《조광조》
- 1996년 KBS1 《사랑할 때까지》
- 1997년 SBS 《사랑하니까》
- 1997년 KBS2 《전설의 고향 - 사신(死神)의 미소》
- 1997년 KBS2 《신부의 방》
- 1998년 KBS2 《전설의 고향 – 귀면살풍(鬼面殺風)》 ... 병산 역
- 1999년 KBS2 《일요베스트 - 빈대떡 신사 법정에 서다》 ... 남길 역
- 1999년 KBS2 《부부클리닉 사랑과 전쟁》
- 2000년 KBS2 《천둥소리》 ... 이항복 역
- 2001년 KBS2 《스피드박》
- 2001년 KBS2 《미나》
- 2002년 EBS 《TV로 보는 원작동화》 혜순이: 박인수 사장 (박영재,박미홍 부(아버지)및 최여사 남편) 역
- 2003년 iTV 시트콤 《그래서 이웃사촌》[5]
- 2005년 MBC 《제5공화국》
- 2009년 KBS 여성공감 - 이재만 변호사의 드라마법정 2 - 바람의 나라[6]

### 연극
- 햄릿 ... 클로디어스 대왕 역(주연)

## 연기 외 활동

### 텔레비전 프로그램
- 1991년 KBS2 《가족오락관》 (328회, 2월 5일 / 337회, 4월 9일)
- 2002년 KBS1 《가족오락관》 (915회, 9월 7일)
- 2003년 KBS1 《가족오락관》 (931회, 1월 18일)
- 2006년 KBS1 《가족오락관》 (1076회, 1월 14일)
- 2007년 KBS1 《가족오락관》 (1134회, 3월 31일)
- 2011년 KBS2 《체험 삶의 현장》 (863회, 5월 12일)